# Mitchellania vulgaris
Mitchellania vulgaris är en urinsektsart som först beskrevs av Riozo Yosii 1960.  Mitchellania vulgaris ingår i släktet Mitchellania och familjen Hypogastruridae. Inga underarter finns listade i Catalogue of Life.